# Sieben Jahre Glück
Sieben Jahre Glück è un film del 1942 scritto e diretto da Ernst Marischka.
Il film è stato girato a Cinecittà in doppia versione italo-tedesca. La versione italiana del film, intitolata Sette anni di felicità, è stata distribuita in Italia nel 1943.

## Produzione
Il film fu prodotto dalla Bavaria Filmkunst GmbH (München-Geiselgasteig).

## Distribuzione
Il 28 agosto 1942 ottenne il visto di censura e uscì in sala il 9 ottobre.
In Germania, il film è stato distribuito in DVD nel 2007 dalla Kinowelt Home Entertainment e nel 2017 dalla Filmjuwelen.